# Пяски (Ченстоховський повіт)
Пя́ски (пол. Piaski) — село в Польщі, у гміні Конецполь Ченстоховського повіту Сілезького воєводства.
Населення — 77 осіб (2011).
У 1975—1998 роках село належало до Ченстоховського воєводства.

## Демографія
Демографічна структура станом на 31 березня 2011 року:
|          | Загалом | Допрацездатний вік | Працездатний вік | Постпрацездатний вік |
| -------- | ------- | ------------------ | ---------------- | -------------------- |
| Чоловіки | 41      | 5                  | 31               | 5                    |
| Жінки    | 36      | 4                  | 16               | 16                   |
| Разом    | 77      | 9                  | 47               | 21                   |